# サム・ファーステンバーグ
サム・ファーステンバーグ（Sam Firstenberg、1950年3月13日 - ）は、アメリカ合衆国の映画監督。

## 作品
- スパイダーズ2
- サンダーボール
- トレジャー･ミッション/破壊島
- オペレーション・デルタフォース
- インモラル捜査官
- ブラッド・ウォリアー
- サイボーグコップ2
- バトル・マスター/USAサムライ伝説
- サイボーグコップ
- デルタフォース3
- アメリカン忍者2/殺人レプリカント
- 地獄の遊戯
- アメリカン忍者
- ニンジャ
- ブレイクダンス2/ブーガルビートでT.K.O!
- ニンジャII/修羅ノ章
- ワン・モア・チャンス